# 13845 Jillburnett
13845 Jillburnett è un asteroide della fascia principale. Scoperto nel 1999, presenta un'orbita caratterizzata da un semiasse maggiore pari a 3,1622383 UA e da un'eccentricità di 0,1604868, inclinata di 2,18210° rispetto all'eclittica.